# Heinrich Schwarz
Heinrich Schwarz (München, 14 juni 1906 – Sandweier, 20 maart 1947) was een Duitse officier en SS-Hauptsturmführer (kapitein) in de Schutzstaffel tijdens de Tweede Wereldoorlog. Hij was ook kampcommandant van Auschwitz-Monowitz.
Aanvankelijk werd Schwarz, als lid van de SS, geplaatst in Auschwitz I. Hier bleef hij tot 30 september 1941 werken op de Abteilung Arbeitseinsatz (Abt. IIIa). In november 1943 werd Rudolf Höss aangesteld als leider van een subgroep in de Wirtschafts und Verwaltungshauptamt (WVHA) en daarmee verliet hij Auschwitz als commandant. Na het vertrek van Höss werd het kamp ingedeeld in drie administratieve onderdelen, Auschwitz I (Stammlager), Auschwitz II (Birkenau) en Auschwitz III (Monowitz). Schwarz werd commandant van Auschwitz III. Waar in de andere twee kampen de commandanten enkele maanden later werden vervangen, bleef Schwarz op zijn plaats zitten. 
Na de evacuatie van het kamp werd hij kampcommandant in concentratiekamp Natzweiler-Struthof. Schwarz werd gearresteerd door de geallieerden en werd door de Fransen aangeklaagd wegens oorlogsmisdaden. Hij werd ter dood veroordeeld en werd door een vuurpeloton terechtgesteld.

## Militaire loopbaan
- SS-Untersturmführer: 20 april 1937[3][2]
- SS-Obersturmführer: 20 april 1939[2]
- SS-Hauptsturmführer: 20 april 1943[2]

## Lidmaatschapsnummers
- NSDAP-nr.: 786 871[3](lid geworden op 1 december 1931[2])
- SS-nr.: 19 691[3] (lid geworden op 30 november 1931[2])

## Decoraties
- Sportinsigne van de SA[2]
- Kruis voor Oorlogsverdienste, 2e Klasse met Zwaarden[4]
- Dienstonderscheiding van de SS, 3e Graad (8 dienstjaren)[4]

- Gemeinsame Normdatei: 143582534
- Virtual International Authority File: 167691557